# Rhipsalis russellii
Ne doit pas être confondu avec Rhipsalidopsis.
Espèce
Statut de conservation UICN

 VU B2ab(ii,iii,iv,v) : Vulnérable
Statut CITES
Rhipsalis cereoides  est le nom d'une espèce de plante épiphyte et succulente, endémique d'Amérique du Sud, et appartenant à la famille des cactus et du genre Rhipsalis (qui comprend environ 60 espèces et de nombreuses sous-espèces).
Elle est classée vulnérable par l'UICN, car menacée par la régression, dégradation ou disparition de son habitat (forêt tropicale humide)

## Étymologie
Le nom de genre vient d'un mot grec signifiant souple ou jonc tressé, en référence à l'apparence des plantes.

## Origine, aire de répartition, habitat
Cette espèce est endémique du Brésil, et plus précisément des forêts subtropicales ou tropicales humides et de plaine, ou de zones rocheuses.

## Description[1]
Chaque segment de la tige est très aplati, et élargi, un peu en forme de feuille. Les bords de ces segments sont verts plus foncés à violacés
Les ovaires sont enfoncés dans la tige sur la bordure des segments aplatis. La fleur à 5 pétales obtus et de couleur blanchâtre/crème) produit un petit fruit globuleux violet très foncé, de 5 à mm de diamètre.

## Statut, menace
La principale menace qui pèse sur l'espèce est la destruction de son habitat (déforestation)